# Pseudocucurbitinae
Pseudocucurbitinae es una subfamilia de foraminíferos bentónicos de la familia Milioliporidae, de la superfamilia Soritoidea, del suborden Miliolina y del orden Miliolida. Su rango cronoestratigráfico abarca desde el Carniense hasta el Rhaetiense (Triásico superior).

## Discusión
Algunas clasificaciones incluyen Pseudocucurbitinae en la superfamilia Milioliporoidea.

## Clasificación
Pseudocucurbitinae incluye a los siguientes géneros:
- Cucurbita †
- Urnulinella †

Otros géneros considerados en Pseudocucurbitinae son:
- Paratintinnina †, aceptado como Cucurbita
- Pseudocucurbita †, aceptado como Cucurbita